# 马希米利亚努-迪阿尔梅达
马希米利亚努-迪阿尔梅达是巴西南大河州的一个市镇。总面积208.524平方公里，总人口5059人，人口密度24.3人/平方公里。